# Hiperbulia

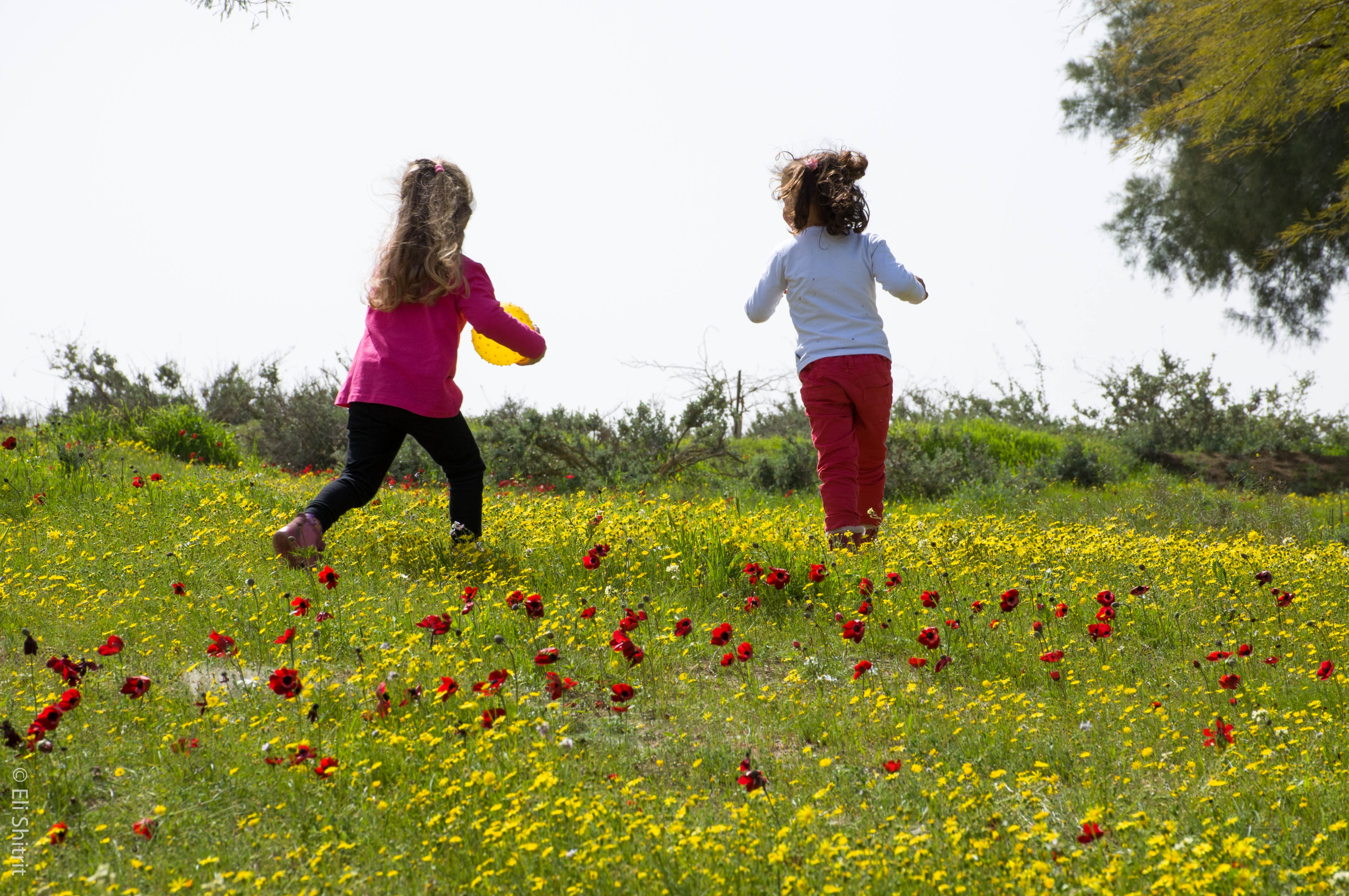
A hiperbulia pode ser boa ou é sintoma de uma doença, dependendo das consequências positivas e negativas desse entusiasmo.

Hiperbulia (do grego hyperboulé, muita vontade) é um termo médico para um aumento da motivação ou força de vontade (volição). A hiperbulia não deve ser confundida com as reações bruscas ou violentas dos que não dispõem ou não sabem usar suas inibições, como na adicção a cocaína ou em um episódio "explosivo" de violência física, material e verbal.

## Causas
Pode ser um entusiasmo saudável, quando é produtivo e não causa danos a ninguém, ou um sintoma de transtorno bipolar, em fase maníaca ou hipomaníaca, de hiperatividade, efeito de um psicoestimulante como anfetaminas, hipertiroidismo ou uma excitação psicomotora de uma psicose. É considerado doentio (patológico) quando essa motivação resulta em atividades improdutivas, como escrever um livro ilegível ou começar várias atividades sem nunca terminar nenhuma, ou causa danos a si ou a outros, como por exemplo, quando causa dívidas, doenças, acidentes ou abuso de substâncias.